# College Football's National Championship
College Football's National Championship est un jeu vidéo de football américain sorti en 1994 sur Mega Drive. Le jeu a été développé par BlueSky Software et édité par Sega.